# Il vecchio che leggeva romanzi d'amore (film)
Il vecchio che leggeva romanzi d'amore (The Old Man Who Read Love Stories) è un film del 2001 diretto da Rolf de Heer.
Pellicola australiana tratta dal romanzo omonimo di Luis Sepúlveda e interpretata da Richard Dreyfuss, Timothy Spall e Hugo Weaving.